# Mésanger

Ubicació de Mésanger dins del departament

Mésanger (en bretó Mezansker, en gal·ló Mezanskere) és un municipi francès, situat a la regió de país del Loira, al departament de Loira Atlàntic, que històricament va formar part de la Bretanya. L'any 2006 tenia 4.263 habitants. Limita amb Ancenis al sud, Couffé al sud-oest, Mouzeil a l'oest, Teillé, Pannecé al nord, Pouillé-les-Coteaux al nord-est i La Roche-Blanche a l'est.

## Demografia
| Evolució de la població INSEE |       |       |       |       |       |       |       |       |
| 1793                          | 1800  | 1806  | 1821  | 1831  | 1836  | 1841  | 1846  | 1851  |
| 2 057                         | 2 131 | 2 199 | 2 335 | 2 433 | 2 270 | 2 501 | 2 607 | 2 701 |

| 1856  | 1861  | 1866  | 1872  | 1876  | 1881  | 1886  | 1891  | 1896  |
| ----- | ----- | ----- | ----- | ----- | ----- | ----- | ----- | ----- |
| 2 827 | 2 790 | 2 863 | 2 973 | 3 010 | 2 960 | 2 928 | 2 884 | 2 798 |

| 1901  | 1906  | 1911  | 1921  | 1926  | 1931  | 1936  | 1946  | 1954  |
| ----- | ----- | ----- | ----- | ----- | ----- | ----- | ----- | ----- |
| 2 621 | 2 541 | 2 424 | 2 140 | 2 090 | 2 011 | 2 002 | 1 905 | 1 870 |

| 1962  | 1968  | 1975  | 1982  | 1990  | 1999  | 2006 | 2011 | 2016 |
| ----- | ----- | ----- | ----- | ----- | ----- | ---- | ---- | ---- |
| 1 829 | 1 839 | 2 051 | 2 717 | 3 068 | 3 135 | -    | -    | -    |

| 2019 | - | - | - | - | - | - | - | - |
| ---- | - | - | - | - | - | - | - | - |
| -    | - | - | - | - | - | - | - | - |

## Administració
| Període   | Identitat             | Partit |
| --------- | --------------------- | ------ |
| 1965-1971 | Joseph Serbé-Chauveau |        |
| 1971-1995 | Gilbert Chéron        |        |
| 1995-2008 | Jacques Jamois        | UMP    |
| 2008-     | Jean-Yves Clouet      | MoDem  |

## Galeria d'imatges

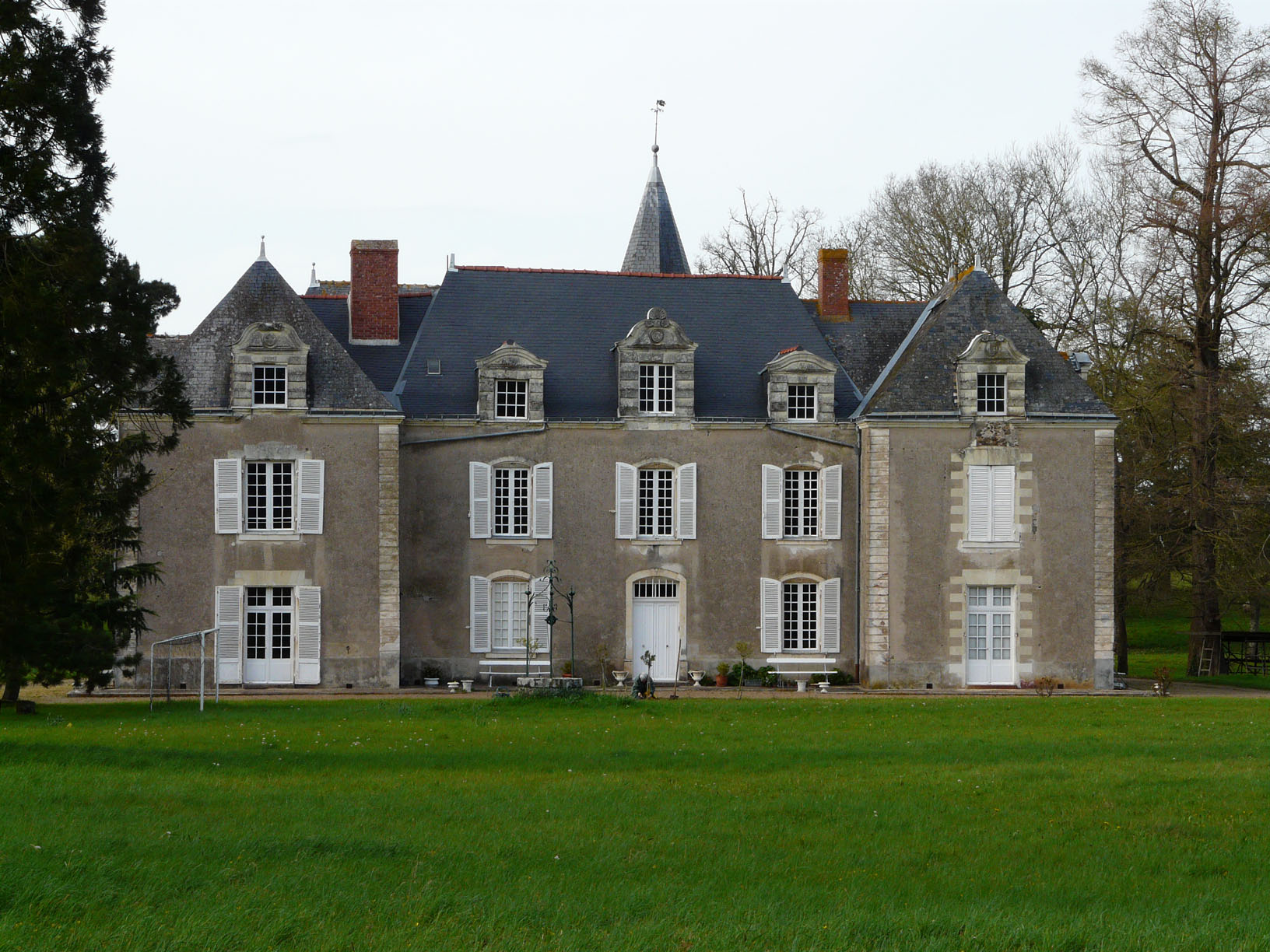
Castell del Pas Nantais
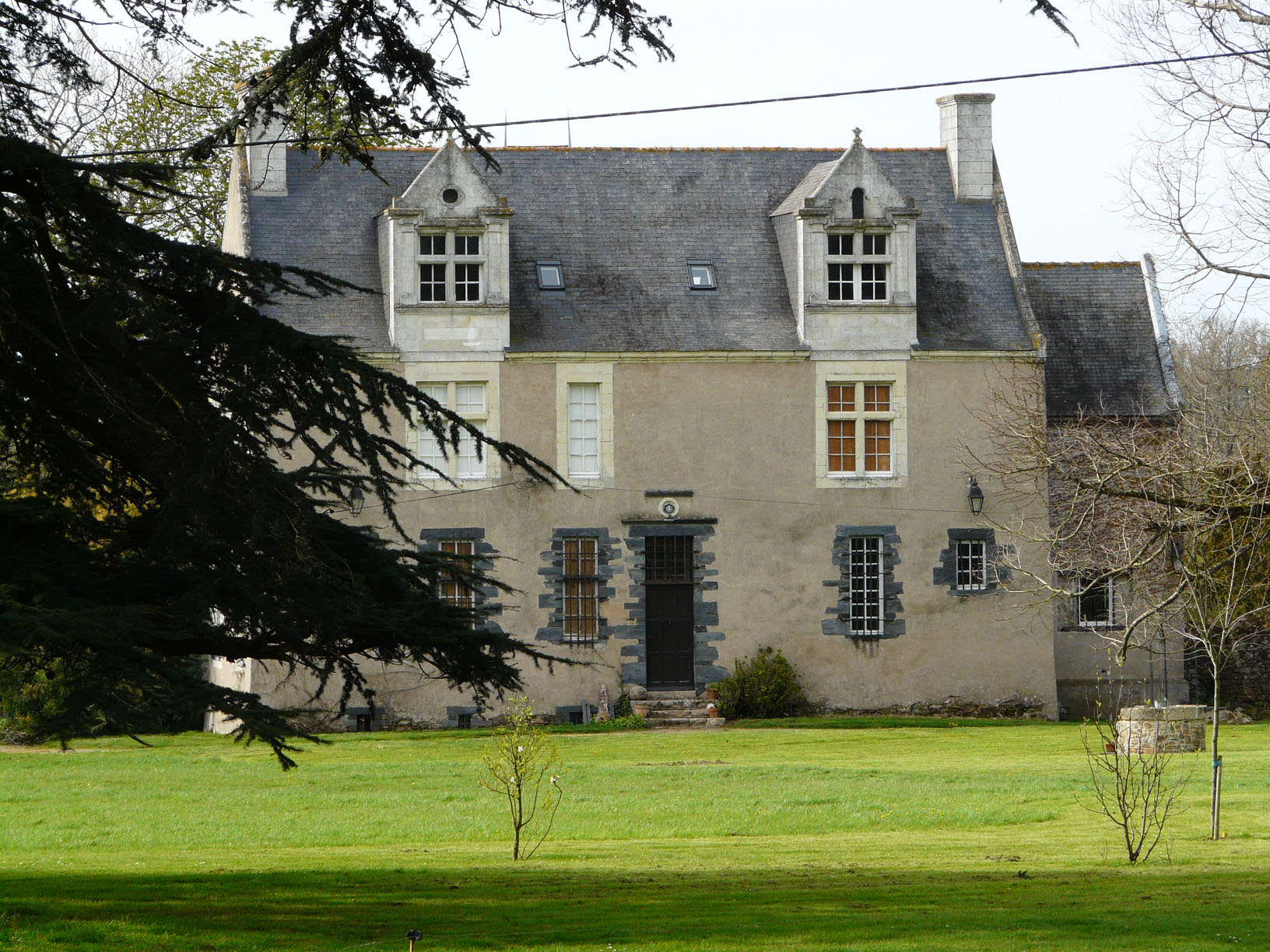
Mas de Quétraye
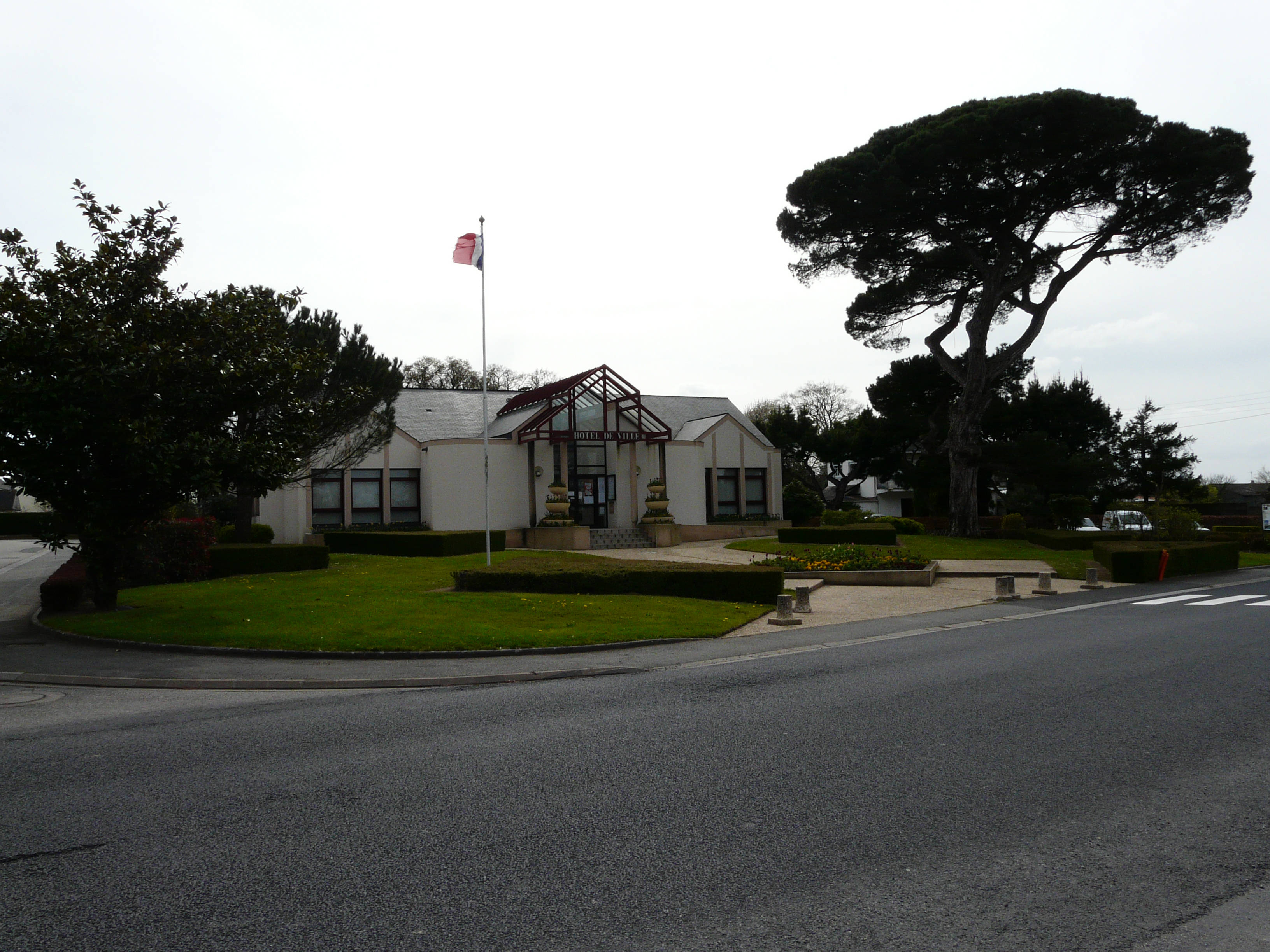
Ajuntament